# Banktillstånd
Banktillstånd, med äldre terminologi även bankoktroj, innebär att ett företag har tillstånd att bedriva bankverksamhet.

## Sverige
Banktillstånd innebär att ett företag har tillstånd att ta emot pengar från allmänheten genom inlåning. Med tillståndet följer att företagets verksamhet underställs gällande lagstiftning och löpande tillsyn av Finansinspektionen. Bankerna är sedan gammalt de enda företag som har haft rätt att från allmänheten ta emot nominellt bestämd inlåning på konto om behållningen är tillgänglig med kort varsel.
Med banktillståndet följer också rätt att bedriva en rad andra finansiella verksamheter. Ett företag som vill bedriva tillståndspliktig finansieringsverksamhet utan att samtidigt bedriva bankinlåningsverksamhet behöver inte banktillstånd. Ett sådant företag måste i stället ha tillstånd enligt lagen om kreditmarknadsbolag vars bestämmelser inte är lika begränsande som bankrörelselagens bestämmelser.
Banktillståndet ger även så kallad statlig insättningsgaranti, vilket innebär att staten ersätter insatta pengar (upp till en viss nivå) om banken skulle bli bankrutt. På Insättningsgarantinämndens webbplats finns information om vilka banker och kreditmarknadsbolag som omfattas av den statliga insättningsgarantin.

### Historik
Fram till 2004 användes begreppet oktroj för att beskriva banktillstånd i Sverige. När lagen om bank- och finansieringsrörelse trädde i kraft 1 juli 2004, och då ersatte bankrörelselagen från 1987, upphörde begreppet oktroj att användas i svensk banklagstiftning.
För att få rätt att bedriva denna typ av inlåningsverksamhet krävdes ett särskilt tillstånd, en bankoktroj, som utfärdades av regeringen. Sedan den 1 juli 2004 beviljas tillstånd att bedriva bank- och finansieringsrörelse av Finansinspektionen.
Från den 1 juli 2004 får även kreditmarknadsbolag ta emot inlåning på konto med statlig insättningsgaranti.